# Matjaž Neudauer
Matjaž Neudauer, slovenski učitelj in bibliotekar, * 29. februar 1956, Ptuj.
Izhaja iz znane ptujske družine Neudauer, njegova starša sta bila ptujska zdravnika Jože in Ljuba Neudauer. Osnovno šolo in gimnazijo je obiskoval na Ptuju, študij germanskih jezikov in književnosti pa dokončal na Pedagoški akademiji v Mariboru, kjer je diplomiral leta 1978. Leta 1998 je diplomiral na Fakulteti za organizacijske vede v Kranju, kjer je kasneje pridobil še naziv magister znanosti s kadrovsko izobraževalnega področja (2002). Vrsto let je bil tudi sodni tolmač za nemški jezik. Kot učitelj je poučeval na osnovnih šolah v Podlehniku in Markovcih, na osnovni šoli Ljudski vrt na Ptuju ter v Šolskem centru Ptuj. Leta 1998 je postal ravnatelj Dijaškega doma Ptuj, ki ga je vodil do leta 2006, ko je postal direktor Knjižnice Ivana Potrča Ptuj. Knjižnico je vodil vse do upokojitve leta 2020.
V času njegovega vodenja knjižnice so bili realizirani številni projekti, s katerimi je knjižnica promovirala svoje knjižnične zbirke in svojo dejavnost, pa tudi lokalno okolje, v katerem deluje. Med njegove pomembnejše dosežke sodita tudi ureditev financiranja knjižnične dejavnosti z občinami Spodnjega Podravja ter nakup novega bibliobusa. 
Kot bibliotekar se je uveljavil v strokovnih organih in združenjih, ki delujejo na področju knjižničarstva. S sklepom Vlade Republike Slovenije je bil imenovan v Nacionalni svet za knjižnično dejavnost (mandat od 2007 do 2012). Bil je član Projektnega sveta Digitalne knjižnice Slovenije, član Upravnega odbora Združenja splošnih knjižnic, predsednik strokovnega sveta Osrednje knjižnice Celje, predsednik častnega razsodišča pri Združenju splošnih knjižnic, član Nadzornega odbora portala Kamra, član komisije za Čopova priznanja, Čopove diplome in Čopove plakete in aktiven član Društva bibliotekarjev Maribor. Dva mandata je bil predsednik strokovnega sveta Osrednje knjižnice Celje in Koroške osrednje knjižnice dr. Franca Sušnika.
Za izjemne dosežke na kulturnem področju mu je Mestna občina Ptuj leta 2013 podelila priznanje oljenka, leta 2020 pa priznanje velika oljenka. Za zasluge na področju knjižnične dejavnosti je leta 2018 prejel Čopovo priznanje in Goropevškovo listino, ki ju podeljuje Zveza bibliotekarskih društev Slovenije.